# Beta Cassiopeiae

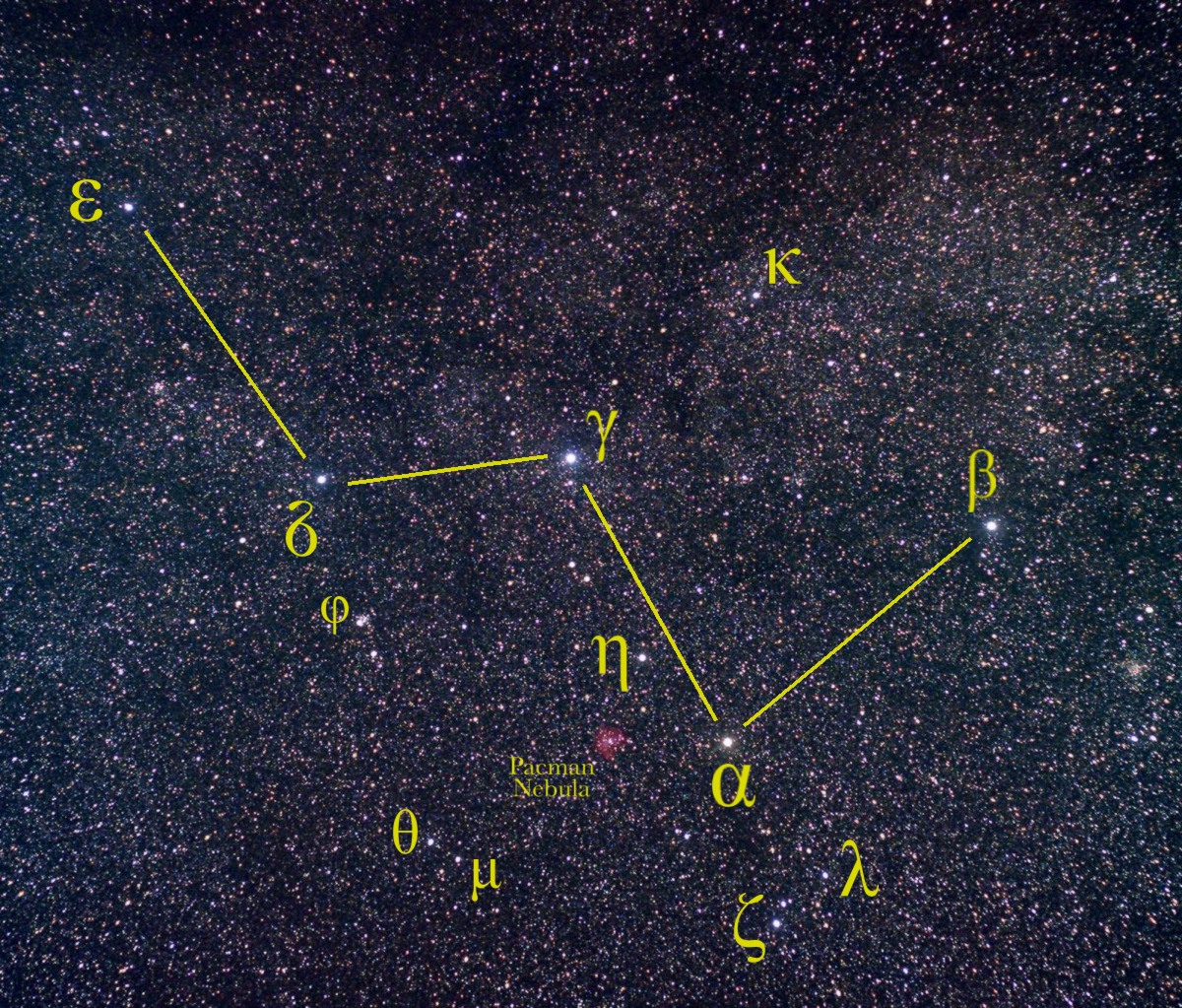
Constelação de Cassiopeia

Beta Cassiopeiae (Caph, Al Sanam al Nakah, 11 Cassiopeiae) é uma estrela na direção da Cassiopeia. Possui uma ascensão reta de 00h 09m 10.09s e uma declinação de +59° 09′ 00.8″. Sua magnitude aparente é igual a 2.28. Considerando sua distância de 54 anos-luz em relação à Terra, sua magnitude absoluta é igual a 1.17. Pertence à classe espectral F2III-IV. É uma estrela variável δ Scuti.